# Eduard der Bekenner

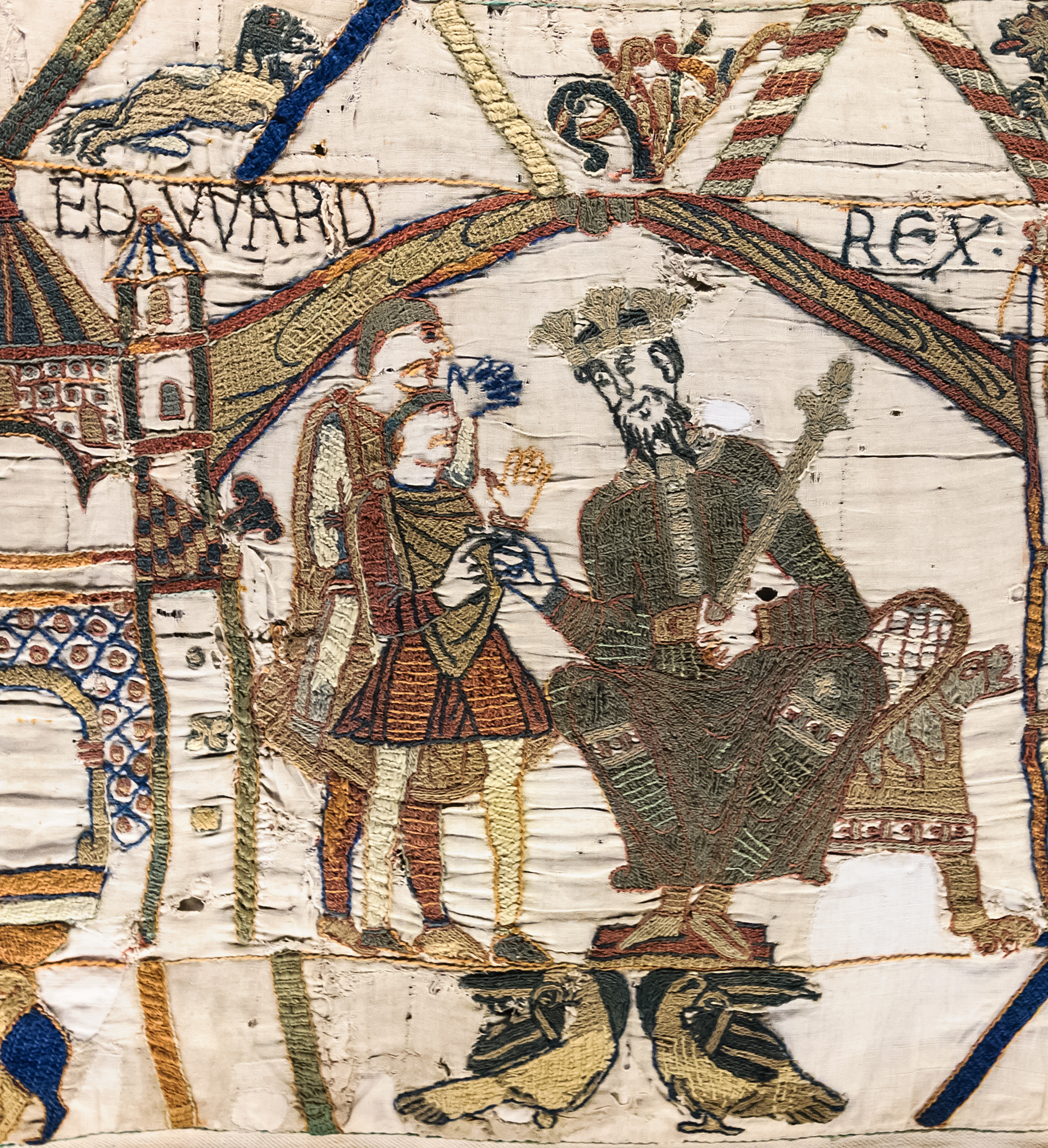
Darstellung König Eduards auf dem Teppich von Bayeux (11. Jahrhundert)

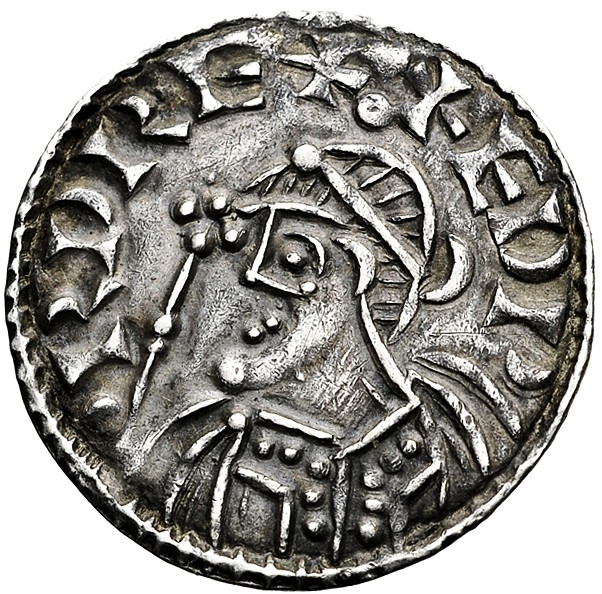
Silver Penny Edwards

Eduard der Bekenner (englisch Edward the Confessor; * um 1004 in Islip, Oxfordshire; † 5. Januar 1066 in London) war von 1042 bis zu seinem Tod der vorletzte angelsächsische König von England und wird als Heiliger verehrt.

## Familie
Eduard war der Sohn Æthelreds des Unberatenen aus dem Haus Wessex und der normannischen Herzogstochter Emma. Seine Geschwister waren Alfred Ætheling (*1012 † 1036) und Goda (auch Guda, Godgifu; * 1004, † um 1047; ⚭ 1. Drogo von Mantes ⚭ 2. (1035) Eustach II. von Boulogne). Von den zahlreichen Halbgeschwistern väterlicherseits war der Halbbruder Edmund II. Eisenseite (* um 989; † 1016) 1016 kurzzeitig König von England.
Eduards verwitwete Mutter Emma heiratete 1017 Knut den Großen. Aus dieser Ehe hatte sie weitere Kinder, die somit seine Halbgeschwister waren: Hardeknut (* 1018 † 8. Juni 1042), Eduards Vorgänger als englischer König, und Gunhild (* 1019 † 18. Juli 1038), die Frau des Herzogs von Bayern und späteren deutschen Kaisers Heinrich III. Durch diese Verbindung wurden Sven (um 1016–1036), Jarl von Norwegen (1029–1035), und Harald Harefoot (um 1016–1040, König von England 1037–1040) seine Stiefbrüder.
Er heiratete 1045 Edith von Wessex, Tochter des Grafen Godwin von Wessex, doch blieb die Ehe kinderlos.

## Leben

### Jugend

Das angebliche Wappen Eduards des Bekenners wurde erstmals in der Chronica Majora des Matthäus Paris (13. Jahrhundert) dargestellt.

Nachdem Sven Gabelbart mit seinem Sohn Knut dem Großen und seiner Streitmacht 1013 in England gelandet war, floh Æthelred mit seiner Frau Emma und den Söhnen Eduard und Alfred zu seinem Schwager Richard II. dem Guten in die Normandie. Nach dem Tod Sven Gabelbarts 1014 erkannten die Engländer dessen Sohn Knut nicht als König an, sondern riefen Æthelred aus dem Exil zurück. Æthelred schickte Eduard mit einer Gesandtschaft nach England, um seine erneute Thronbesteigung vorzubereiten. Nach Æthelreds Tod 1016 folgte sein Halbbruder Edmund Eisenseite auf dem Thron, der jedoch noch im selben Jahr starb.
Während der Herrschaft seines Stiefvaters, des anglo-dänischen Königs Knuts des Großen (1016–1035), verbrachte Eduard die meiste Zeit am Hof seiner Onkel, der Herzöge der Normandie (Richard II. 996–1027, Richard III. 1026–1027 und Robert der Großartige 1027–1035).
Nach dem Tod Knuts des Großen unternahmen Eduard und sein Bruder Alfred 1036 oder 1037 den Versuch, in England die Macht an sich zu bringen. Emma lebte damals in Winchester mit Hardeknuts Leibwache, doch König Harald I Harefoot schickte ein Heer, um ihre Schätze zu rauben; mittellos floh Emma nach Brügge in Flandern zu Graf Balduin V. dem Frommen. Alfred wurde von Godwin von Wessex gefangen, geblendet und starb; sein Gefolge wurde niedergemetzelt oder verstümmelt. Godwin bestritt seine Schuld und wurde freigesprochen, während Eduard der Bekenner in die Normandie zurückkehrte.
Sein jüngerer Halbbruder König Hardeknut holte Eduard, den letzten Sohn Æthelreds und seiner Mutter, im Jahr 1041 aus dem Exil in der Normandie zurück nach England und bestimmte ihn zum Erben des Königreiches.

### Herrschaft
Als Hardeknut am 8. Juni 1042 starb, wurde Eduard zum König proklamiert, noch bevor Hardeknut begraben worden war. Am 3. April 1043 wurde Eduard im Old Minster in Winchester von den Erzbischöfen Edsige von Canterbury und Ælfric Puttoc von York feierlich zum König gesalbt.
Die Earls Leofric von Mercia, Godwin von Wessex und Siward von Northumbria waren zu jener Zeit die mächtigsten Männer in England. Mit ihnen und ihren Gefolgen ritt Eduard nach Winchester und beraubte seiner Mutter Emma all ihrer Reichtümer, dann enteignete er sie ihrer Ländereien, da er der Überzeugung war, sie habe seine Interessen nicht genügend gefördert. Ihren Ratgeber, Erzbischof Stigand von Canterbury, setzte er ab.
Eduard war sehr religiös und empfand Bewunderung für das straff organisierte Herzogtum Normandie in Frankreich. Durch den 25-jährigen Auslandsaufenthalt war er den heimischen Verhältnissen entfremdet. Unter Eduard nahmen Veränderungen in der Herrschaftsstruktur ihren Anfang, die sich erst unter den Normannenkönigen vollständig entfalteten, beispielsweise die direkte königliche Einsetzung von Klerikern auf Verwaltungsposten und Bischofsstühlen nach dem Vorbild des ottonischen Reichskirchensystems im Heiligen Römischen Reich.
Eduard förderte kirchliche Einrichtungen und ließ die Benediktinerabtei St. Peter, die heutige Westminster Abbey, erbauen. Er lebte sehr bescheiden, um Arme unterstützen zu können, hob das Danegeld auf (1051) und erließ milde Gesetze. Seine beispielhafte, tiefe Religiosität und seine vorbildliche Wohltätigkeit hatten großen Einfluss auf die Verbreitung des Christentums. Die Legende erzählt, wie er einen Gichtkranken heilte.

#### Konflikte mit Skandinavien
Zu Beginn von Eduards Herrschaft standen Auseinandersetzungen mit Norwegen und Dänemark. Adam von Bremen schrieb, dass Eduard mit dem dänischen Jarl Sven Estridsson um 1043 einen Friedensvertrag schloss, um dessen Thronansprüche auf England abzuwehren. Snorri Sturluson schilderte den Vorfall abweichend wie folgt: Magnus I. der Gute erhob als dänischer König und Nachfolger Knuts des Großen auch Anspruch auf das englische Königtum und soll 1044/1045 von Eduard dem Bekenner eine Unterwerfungserklärung verlangt haben. Diese Drohung, möglicherweise militärisch in England zu intervenieren, wurde offenbar ernst genommen, denn englische Quellen berichten davon, dass Eduard 1044 vorsorglich eine Flotte bei Sandwich sammelte, um Magnus Widerstand zu leisten. Das Gleiche tat er mit einem gewaltigen Heer im nächsten Jahr an gleicher Stelle. Nach den Sagaverfassern endete die Sache friedlich, indem Eduard darauf hinwies, dass er wie Magnus von Bischöfen gesalbt sei und sich nicht unterwerfen werde, weshalb Magnus ihn schon töten müsse, wovon Magnus aber gottesfürchtig Abstand genommen habe. In englischen Quellen heißt es, dass Magnus von einer Invasion Englands abgesehen habe, weil er seinerseits von Sven Estridsson angegriffen worden sei.
Eduard der Bekenner heiratete 1045 Edith, die Tochter des Godwin, die zahlreiche Ländereien als Mitgift erhielt. Es heißt, mit seiner Frau habe er keusch gelebt. Godwins Söhnen Swegn, Harold (East Anglia) und Beorn wurden Earldoms verliehen. Bereits 1046 machte Eduard seinen Neffen Ralf of Mantes als Nachfolger des geflohenen Swegn zum Earl in Herefordshire und erhob zwei Bretonen zu Earls, um Harold zu überwachen.
Der dänische König Sven Estridsson bat Eduard 1047 um Hilfe für einen Feldzug gegen Magnus von Norwegen. Die königlichen Berater waren uneins, und so hielt sich Eduard aus diesem Konflikt heraus. Nach Magnus’ Tod schloss Eduard einen Friedens- und Bündnisvertrag mit seinem Nachfolger Harald Hardråde.
Als Kaiser Heinrich III. 1049 einen Feldzug gegen Graf Balduin V. von Flandern führte, gehörte Eduard, neben dem dänischen König Sven, zu den kaiserlichen Verbündeten, griff jedoch nicht aktiv in die Kämpfe ein. Zur Synode von St. Remy 1049, an der neben Papst Leo IX. zahlreiche Bischöfe und Äbte teilnahmen, schickte Eduard Bischof Dudoc, Abt Wulfric von St. Augustine und Abt Elfwin von Ramsey, damit sie ihm über die Beschlüsse berichteten.

#### Adelsrevolte in England
Er errichtete eine englische Zentralverwaltung, die er mit zahlreichen Normannen, wie z. B. seinem langjährigen Vertrauten Robert von Jumièges als Erzbischof von Canterbury, besetzte. Dies provozierte den Widerstand des angelsächsischen Adels. Diese nämlich machten eine Verschwörung und erschlugen von den Brüdern König Svens, welche in England Herzoge waren, den einen, Björn († 1049), auf der Stelle, den andern, Asbjörn, aber verwiesen sie samt allen den Seinigen aus dem Lande. Und darauf hielten sie England in ihrer Gewalt, während Eduard bloß mit dem Leben und dem leeren Titel eines Königs sich begnügte.
Als Gefolgsmänner von Eduards Schwager Eustach II. von Boulogne im Jahre 1051 in Dover einige Engländer töten, eskalierte die Situation. Die Anführer der Revolte waren Eduards Schwiegervater Godwin von Wessex, zugleich der mächtigste Vasall in England, der schon in den Wirren um Knuts Nachfolge Eduards Bruder Alfred umgebracht hatte, und dessen Söhne Swegn und Harald. Eduard rief die Earls Leofric von Mercia, Siward von Northumbria und seinen Neffen Earl Rodulph zu Hilfe, die gleichfalls Heere aushoben. Bei Gloucester trafen die Heere aufeinander. Die Godwins verlangten die Auslieferung von Eustach. Geiseln wurden gestellt und weitere Verhandlungen in London vereinbart. Während Eduard weitere Verstärkung erhielt, begann Godwins Armee sich aufzulösen. Godwin und seine Söhne Tostig, Swegn und Gyrth flohen zu Balduin V. nach Flandern, seine Söhne Harald und Leofwine flohen nach Irland. Eduard verstieß seine Frau Edith, Godwins Tochter. Eduards Kontakt zu den Normannen wurde noch im selben Jahr durch einen Besuch des Herzogs Wilhelm von der Normandie intensiviert. Während dieses Besuches soll ihn Eduard zu seinem Nachfolger bestimmt haben.

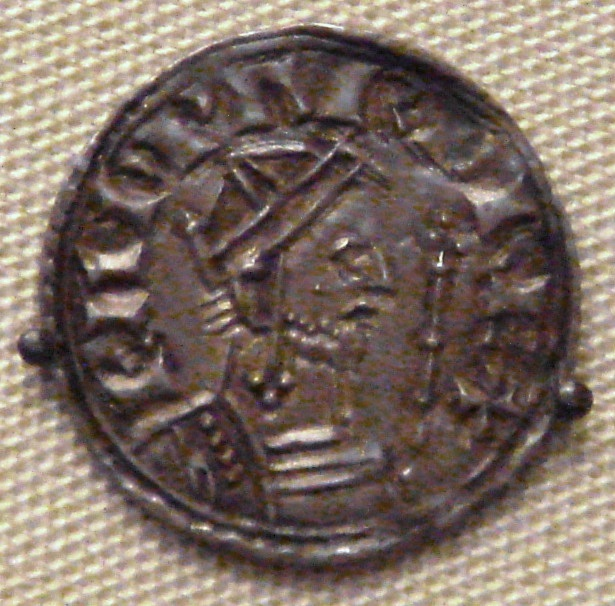
Münze König Eduards

König Griffin von Wales nutzte die Schwäche Englands und plünderte 1052 Herefordshire. Auch Harald und Leofwin kehrten aus Irland zurück und plünderten Somersetshire und Dorsetshire. Godwin kam aus Flandern und sammelte Verbündete in Kent, Sussex, Essex und Surrey, bevor auch Harald und Leofwin zu ihm stießen. Auch Eduard sammelte ein Heer, doch versöhnten sich die beiden Parteien in London wieder, vor allem deshalb, weil Eduard nicht auf die Unterstützung des mächtigen und beliebten Earls verzichten konnte.
Eduard machte Godwins Sohn Tostig zu seinem Günstling, nahm auch seine verstoßene Frau wieder auf und förderte Harald, den späteren Harald II. von England, wie einen eigenen Sohn. Zahlreiche Normannen, darunter auch Robert von Jumièges, der Erzbischof von Canterbury, wurden des Landes verwiesen.

#### Konflikte mit Schottland und Wales
Malcolm III. Canmore verbündete sich 1054 mit Earl Siward von Northumbria und Eduard dem Bekenner und besiegte Macbeth, der als Erster normannische Söldner in Schottland einsetzte, bei Dunsinane.
Eduard ernannte Toste Godwinsson 1055 als Nachfolger des verstorbenen Siward zum Earl von Northumbria. Der zu Unrecht verbannte und abgesetzte Earl Ælfgar verbündete sich mit seinem Schwiegersohn Gruffydd ap Llywelyn von Wales, schlug das englische Heer unter Eduards Neffen Rodulph in die Flucht und plünderte Herefordshire. Harald Godwinson vertrieb in Eduards Auftrag die Eindringlinge. Nachdem Frieden geschlossen worden war, wurde Ælfgar wieder in sein Amt eingesetzt. 1056 fiel Gruffydd ap Llywelyn von Wales erneut in England ein und es wurde wieder Frieden geschlossen.
Earl Ælfgar von Mercia wurde 1058 ein zweites Mal seines Amtes enthoben. Wieder verbündete er sich mit Gruffydd ap Llywelyn von Wales und eroberte seine Grafschaft, auch durch die Hilfe einer norwegischen Flotte, zurück.
Während Toste und Ealdred, der Erzbischof von York, 1061 als Gesandte in Rom weilten, wo Ealdred von Papst Nikolaus II. das Pallium erhielt, überfielen die Schotten unter Malcolm III. Canmore Northumbria.
Nach wiederholten Angriffen Gruffydd ap Llywelyns von Wales sandte Eduard 1063 seine Earls Harald und Toste Godwinson, um Wales zu unterwerfen. Nach Gruffydd ap Llywelyns Tod 1064 setzte Eduard dessen Halbbrüder Bleddyn und Rhiwallon ap Cynfyn als Vasallenkönige ein.

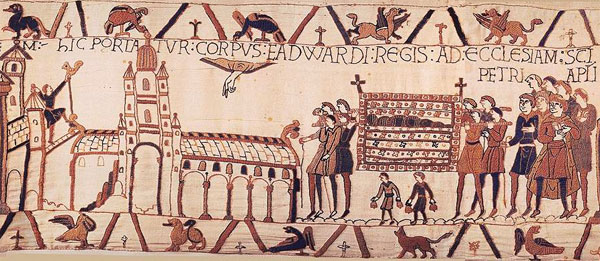
Darstellung von Eduards Bestattung auf dem Teppich von Bayeux mit der Inschrift: HIC PORTATVR CORPVS EADWARDI REGIS AD ECCLESIAM S[AN]C[T]I PETRI AP[OSTO]LI – „Hier wird der Körper König Eduards zur Kirche des heiligen Apostels Petrus getragen“

Earl Toste regierte so despotisch in Northumbria, dass 1065 eine Rebellion ausbrach und Eduard ihn verbannen musste. Eduards Gesundheitszustand wurde ab 1065 stetig schlechter; er konnte nicht einmal mehr der Einsegnung der Westminsterabtei, die er gestiftet hatte, beiwohnen. Am 5. Januar 1066 verstarb er kinderlos in London und wurde in der Westminsterabtei begraben.
Eduard hatte sich kurz vor seinem Tod dem Adel gebeugt und Harald II. Godwinson, den zweiten Sohn Godwins, zum Vizekönig und damit zu seinem Nachfolger bestimmt; in der nordischen Saga geschah dies auf seinem Totenbett. Der Witan, der aus Adligen und Geistlichen bestehende oberste Rat der Angelsachsen, bestätigte Eduards Entscheidung, indem er Harold Godwinson zum Thronfolger wählte.

## Nachleben

### Politisch

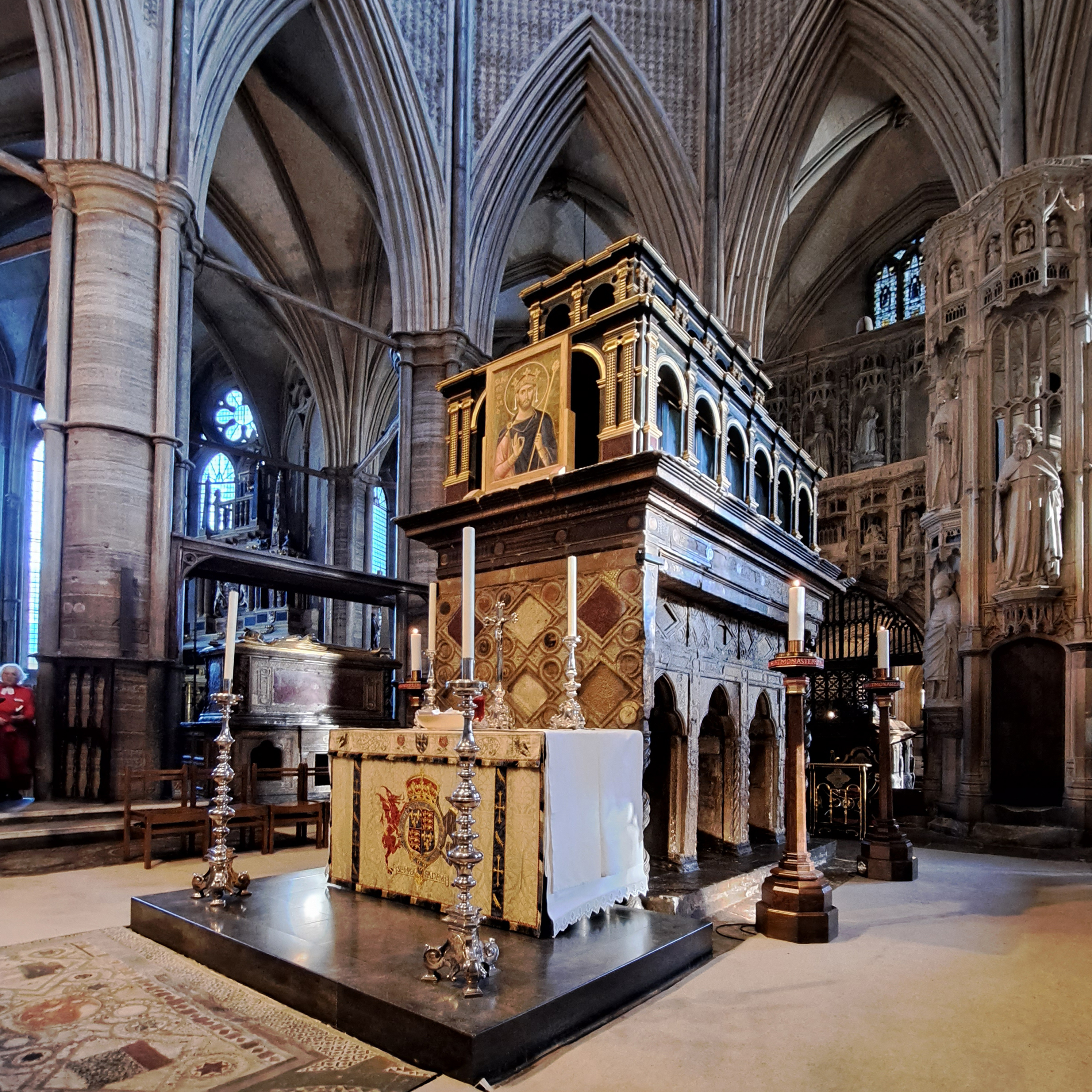
Grabmal Eduards hinter dem Hochaltar von Westminster Abbey

Die normannische Prägung Eduards und seine Bevorzugung normannischer Adliger waren Voraussetzungen für die Eroberung Englands durch Wilhelm I. Der Eroberer berief sich sogar ausdrücklich darauf, dass der kinderlose Eduard ihn selbst zum Nachfolger bestimmt habe. Nachweisen oder widerlegen lässt sich dies heute nicht mehr. Auf jeden Fall führte Eduards Versäumnis, offiziell einen Nachfolger zu benennen, nach seinem Tod zu einem Bürgerkrieg, der es Wilhelm erleichterte, in der Schlacht von Hastings seinen Herrschaftsanspruch durchzusetzen.

### Religiös
Schon zu Lebzeiten soll Eduard Kranke geheilt haben. Die Vita Ædwardi Regis, die seine Witwe Edith von Wessex zumindest teilweise nach seinem Tod verfassen ließ, hob im zweiten Teil die Wunder und wunderähnlichen Ereignisse hervor, die sich bereits zu seinen Lebzeiten ereignet haben sollen. Sein Grab in der Westminster Abbey wurde zum Nationalheiligtum, an dem der Legende zufolge viele Kranke Genesung gefunden haben sollen.
Eduard wurde von Papst Alexander III. im Jahr 1161 heiliggesprochen. Am 13. Oktober 1163 wurden seine Überreste im Beisein König Heinrichs II. von Thomas Becket, dem Erzbischof von Canterbury, in einen neuen Schrein überführt. Über hundert Jahre später ließ König Heinrich III. einen neuen Schrein für den von ihm unternommenen Neubau von Westminster Abbey herstellen. Die Arbeiten an diesem Schrein nahmen mehrere Jahre in Anspruch und wurden auch während des Zweiten Kriegs der Barone fortgeführt. Ebenfalls an einem 13. Oktober, im Jahr 1269, überführten in einer prächtigen Zeremonie die Söhne Heinrichs, die Prinzen Eduard und Edmund, sowie Richard von Cornwall die Überreste von Eduard dem Bekenner in seinen neuen Schrein.
In der Kunst wird er einen Kranken tragend dargestellt. Er ist der Patron Englands und der englischen Könige und wird gegen Skrofeln angerufen.
- Gedenktag katholisch: 5. Januar
- Gedenktag anglikanisch: 13. Oktober[8]